# BSB Group
BSB Group A/S og datterselskabet BSB Industry A/S er en dansk metalbearbejdningsvirksomhed med hovedkvarter i Lunderskov. De har produktion i Danmark og Polen, i alt 20.000 m2 under tag. De tilbyder bl.a. svejsning, laserskæring og CNC-fræsning af stål og aluminium. BSB Group har ca. 240 ansatte og omsætter for 700 mio. kroner (2023). Virksomheden blev etableret i år 2000 og er ejet af Benny Elneff & Bjarne Elneff.